# Eileen Barbosa
Eileen Almeida Barbosa és una escriptora de Cap Verd.

## Biografia
Té un grau en Turisme i Màrqueting. El 2005 Barbosa va rebre el Premi Nacional Pantera Revelació de relats breus i també el de poesia. Va publicar Eileenístico, una col·lecció d'històries curtes, el 2007.
El 2014 Barbosa va ser escollida mentre del projecte Africa39, que selecciona joves africans prometedors, i un relat seu es va publicar dins l'antologia Africa39: Nou escrit de Sud Africa sobre el Sàhara (editat per Ellah Allfrey, 2014). Un crític va comentar: "La meva peça favorita va ser l'escrit fantàstic i apassionat 'Dos Fragments d'Amor,' i espero que se'n tradueixin més textos a l'anglès." Un altre crític es va referir a la història com "una peça reviewer referit a la història com "un peça calmant i líria".